# Le Lude
Le Lude község Franciaország Loire mente régiójában, Sarthe megyében. Lakosainak száma 4016 fő (2022. január 1.). Le Lude Luché-Pringé, Coulongé, Aubigné-Racan, La Chapelle-aux-Choux, Savigné-sous-le-Lude, Noyant-Villages és Thorée-les-Pins községekkel határos.
2018. január 1-jén hozzácsatolták Dissé-sous-le-Lude korábbi községet. Az így létrejött új község neve szintén Le Lude, lélekszáma az egyesüléskor 4567 fő lett.

## Népesség
A település népességének változása:
| Lakosok száma | 3876 | 4255 | 4167 | 4126 | 4100 | 4048 | 4016 |
|               | 2015 | 2017 | 2018 | 2019 | 2020 | 2021 | 2022 |